# Zmrzlý vrch
Zmrzlý vrch je hora v Moravskoslezských Beskydech, 3,5 km jihovýchodně od Trojanovic, na severní rozsoše Radhošťského hřbetu mezi Nořičí horou a Tanečnicí, jejímž je vedlejším vrcholem.

## Přístup
Přístup po neznačené hřebenové cestě z Tanečnice (1 km), která je přístupná po červené turistické značce z Pusteven na Čertův mlýn (1 km).